# Isole Burkett
Le isole Burkett (in inglese Burkett Island) formano un piccolo arcipelago che si trova nella baia di Amundsen, a circa 6 km a ovest del monte Gleadell, Terra di Enderby.

## Storia
Vennero individuate da fotografie aeree scattate da un aereo dell'ANARE nel 1956.

## Origine del nome
Sono state chiamate così dall'Antarctic Names Committee of Australia (ANCA), in onore di Graeme E. L. Burkett, che nel 1960 era ufficiale radio della stazione Wilkes.

## Geografia
All'interno del continente il punto più alto della cresta rocciosa vicina è il monte Poulton.